# Lepilemur otto
Lepilemur otto is een zoogdier uit de familie van de wezelmaki's (Lepilemuridae). De wetenschappelijke naam van de soort werd voor het eerst beschreven in 2007, maar werd pas in 2017 geldig gepubliceerd door Craul et al. De soort is genoemd naar Dr. Michael Otto als dank voor zijn donatie voor onderzoek naar Malagassische lemuren.

## Kenmerken
De bovenkant van het lichaam is grijsbruin, de onderkant grijs tot crèmekleurig. De kop is grijs. Over de rug loopt een donkere lijn. De staart is grijsbruin tot bruin en eindigt soms in een witte punt. Het dier heeft een relatief lange snuit en een korte staart. De nauwste verwanten zijn Lepilemur manasamody en Lepilemur edwardsi.

## Verspreiding
De soort komt voor op Madagaskar. De soort is gevonden in de locatie Ambodimahabibo in de provincie Mahajanga. Het verspreidingsgebied wordt waarschijnlijk begrend door de rivieren Mahajambo en Sofia.
Lepilemur aeeclis · Lepilemur ahmansoni · Lepilemur ankaranensis · Lepilemur betsileo · Grijsrugwezelmaki (Lepilemur dorsalis) · Milne-Edwards wezelmaki (Lepilemur edwardsi) · Lepilemur fleuretae · Lepilemur grewcocki · Lepilemur hollandorum · Lepilemur hubbardi · Lepilemur jamesi · Witvoetwezelmaki (Lepilemur leucopus) · Kleintandwezelmaki (Lepilemur microdon) · Lepilemur milanoii · Grote wezelmaki (Lepilemur mustelinus) · Lepilemur otto · Lepilemur petteri · Lepilemur randrianasoloi · Roodstaartwezelmaki (Lepilemur ruficaudatus) · Lepilemur sahamalaza · Lepilemur scottorum · Lepilemur seali · Noordelijke wezelmaki (Lepilemur septentrionalis) · Lepilemur tymerlachsoni · Lepilemur wrighti